# Biblioteca Teleki-Bolyai din Târgu Mureș
Biblioteca Teleki-Bolyai (maghiară Teleki-Bolyai Könyvtár, latină Bibliotheca Telekiana), a fost construită între anii 1799-1804, sub îndrumarea directă a contelui Sámuel Teleki, fondatorul bibliotecii. Fondul de bază al bibliotecii îl constituie cele 40.000 de volume, printre care 66 de incunabule și o mulțime de opere și ediții rare din colecția personală a contelui. 
Fondul „Teleki-Bolyai” a rezultat din asocierea celor două mari colecții distincte Teleki, cu un număr de 40.000 de volume și Bolyai, cu 80.000 de volume.
Acestora li s-au adăugat de-a lungul timpului alte fonduri de carte și documente provenite din mai multe biblioteci tradiționale din Transilvania.
Colecția „Teleki" cuprinde, printre altele, cele 33 de volume ale Enciclopediei lui Diderot și D'Alambert, lexicoane contemporane și publicații ale unor academii și societăți științifice din Europa.

## Istoric

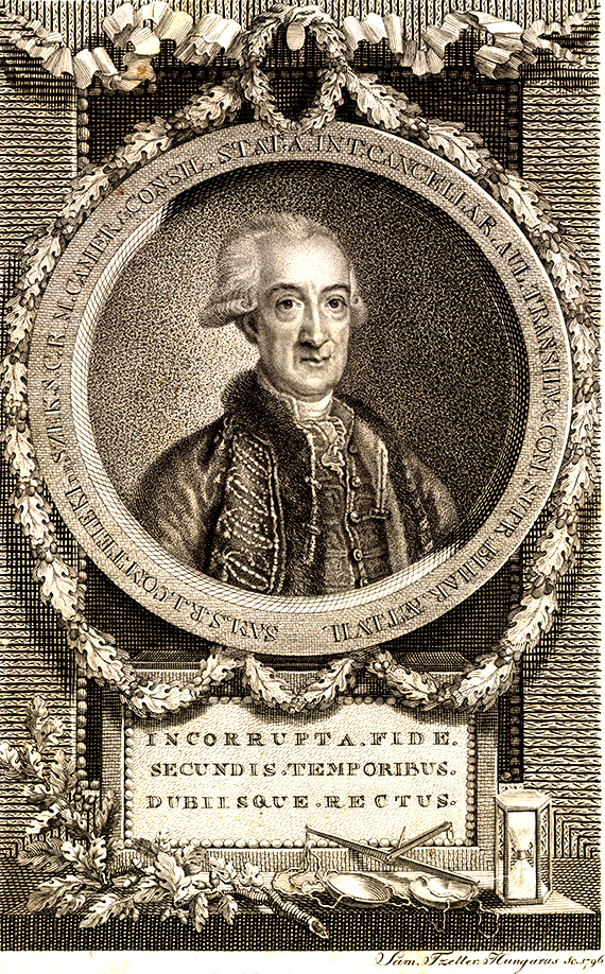
Sámuel Teleki, fondatorul bibliotecii

Clădirea bibliotecii este un palat orășenesc cu planul în formă de „L”, construit la mijlocul anilor 1770 de către Kata Wesselényi, văduva lui Zsigmond Rhédey. Acesta constituie partea vestică a clădirii actuale. Kata Wesselényi s-a stins din viață în 1788 fără urmași, clădirea fiind moștenită astfel de nepoata sa de soră, Zsuzsanna Bethlen din Ictar, soția lui Sámuel Teleki. Prin extinderea palatului începând cu anul 1799, Sámuel Teleki a creat sala impozantă care a găzduit prima bibliotecă publică a Marelui Principat al Transilvaniei.
La solicitarea lui Teleki, aflat la Viena în calitate de cancelar aulic, planurile acestei aripi a clădirii au fost realizate de Ernest Koch, unul dintre cei mai activi arhitecți din Viena acelor timpuri. Planurile originale au fost însă modificate parțial de antreprenorul din Târgu Mureș, Antal Türk, la inițiativa căruia s-a construit de exemplu gangul porții dinspre bibliotecă. Ignác Schlaff, antreprenorul originar din Alba Iulia, a început lucrările de construcție în 1799, acestea fiind finalizate în 1802 de către János Kövecsi din Turda. Dulgherul Christian Schön din Rupea a realizat acoperișul. Amenajarea interioarelor și transformarea aripii vechi s-a mai prelungit un timp. Maestrul tâmplar din Târgu Mureș cu studii vieneze, Ádám Molnár a realizat rafturile, lucrările de tâmplărie și podelele.

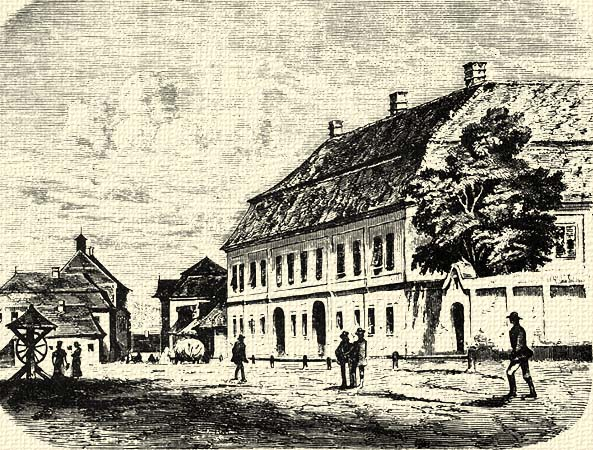
Gravura lui Balázs Orbán despre Biblioteca Teleki-Bolyai din Târgu Mureș (dreaptă) și Colegiul Reformat (stângă)

Clădirea a îndeplinit o funcție dublă: pe lângă faptul că includea toate încăperile și anexele indispensabile unui palat nobiliar orășenesc (apartamentul proprietarului, sala reprezentativă, apartamentul femeilor, încăperile servitorilor la parter, anexele gospodărești în curtea din spate), aproape jumătate din suprafața clădirii servea drept bibliotecă. La parter, în vecinătatea sălii mari a bibliotecii, funcționa o sală de lectură, la același nivel fiind amenajată și locuința bibliotecarului. Astfel, cu toate că dispoziția planimetrică a edificiului evocă structura bibliotecilor încorporate în castelele baroce, clădirea servea deja și funcții proprii bibliotecilor publice. Sala mare, care este concomitent și depozit de carte, urmează tradiția barocă a sălilor dezvoltate pe axul lung, concretizată la Târgu Mureș printr-o bibliotecă-hală cu trei „nave” și o galerie.
În 1948 datorită naționalizării instituților de educație aflate în proprietatea cultelor religioase din România, Colegiului Reformat a fost transformat în liceu de stat și biblioteca cu cărțile valoroase a fost transportat în Biblioteca Teleki. Aici Elek Farczády⁠(hu)[traduceți] cu ajutorul lingvistului Attila Szabó T. au identificat textul în limba maghiară numit Rândurile târgumureșene. Textul a fost scris în limba maghiară la începutul secolului al XV-lea în formă de notă în codexul Koncz care se datează din partea doua a secolului al XIV-lea, fiind unul dintre cele mai vechi astfel consemnări. Textul este sinteza unei părți în maghiară ale Cărților Regilor din Vechiul Testament ale bibliei în latină.

## Muzeul Bolyai
Obiectele personale celor doi matematicieni, Farkas Bolyai și János Bolyai, care s-au păstrat pot fi văzute în muzeul memorial din Biblioteca Teleki-Bolyai. O parte dintre aceste obiecte au fost adusă în 1887 de Gergely Bolyai din Buia, în cufărul expus și astăzi în muzeu. În vara anului 1911, cu ocazia exhumării și reînmormântării celor doi matematicieni în cimitirul reformat, craniul lui Farkas Bolyai și fragmente din craniul lui János Bolyai au fost extrase și conservate. Ele se află și astăzi în muzeu, în tabernaculul donat de József Czakó. În anul 1913 s-a găsit un portret care îl reprezintă pe Farkas Bolyai, iar în jurul anului 1925 a început conturarea ideii deschiderii unui muzeu dedicat memoriei celor doi Bolyai. Realizarea efectivă a avut loc mai târziu, data deschiderii muzeului fiind 7 noiembrie 1937.

## Bibliotecari renumiți
- Károly Gulyás⁠(hu)[traduceți] (1873-1948), pictor, grafician, scriitor, bibliotecar
- József Koncz⁠(hu)[traduceți] (1829-1906), istoric, bibliotecar, a salvat codexul de pergament din Sângeorgiu de Pădure în care Elek Farczády⁠(hu)[traduceți] cu ajutorul lingvistului Attila Szabó T. au identificat Rândurile târgumureșene.[7]
- Mihály Sebestyén⁠(hu)[traduceți] (1947), bibliotcar, director, istoric, cercetător, scriitor

## Galerie de imagini

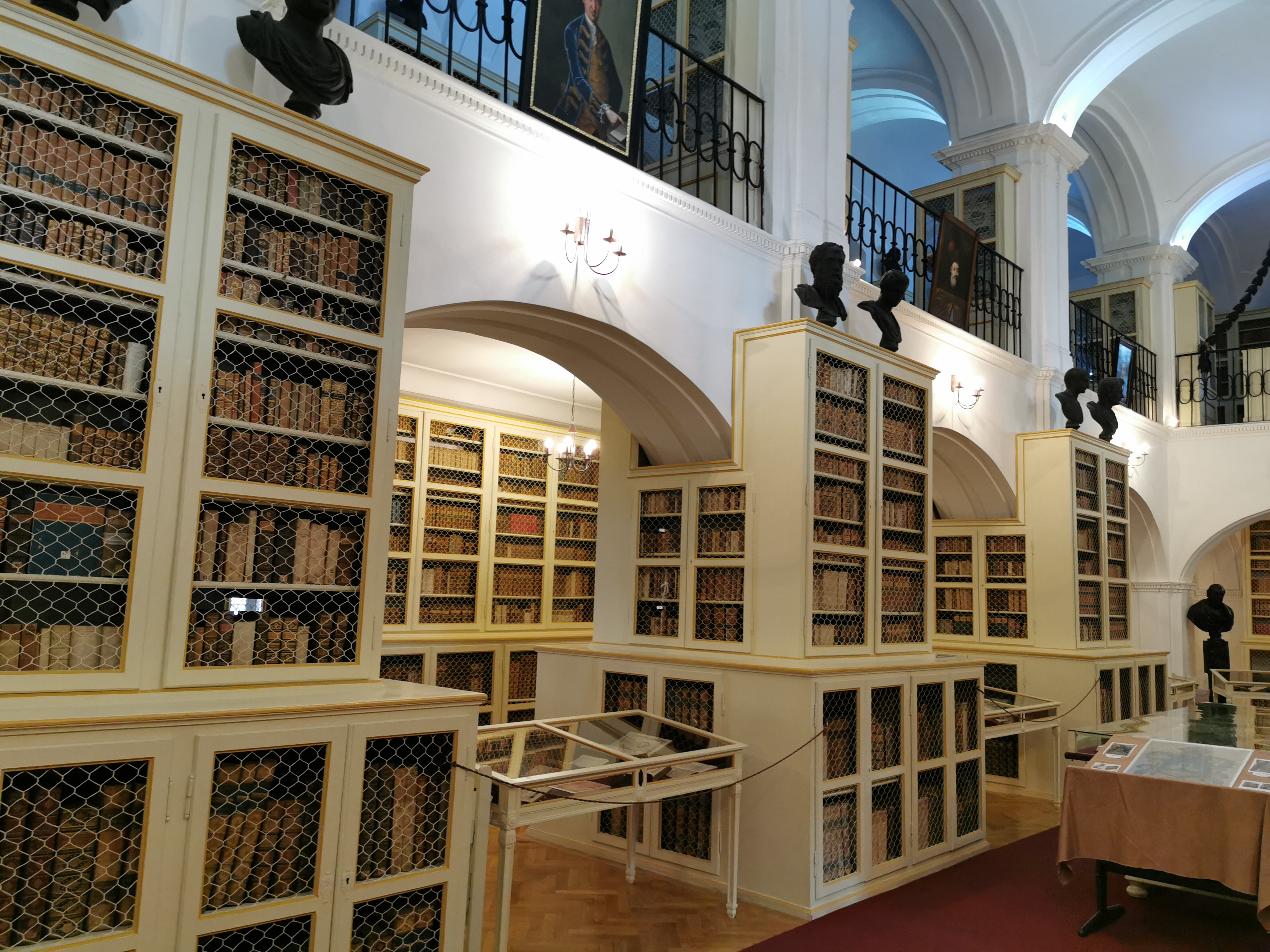
Sala mare a bibliotecii străjuită de busturile unor eroi și cărturari din antichitate
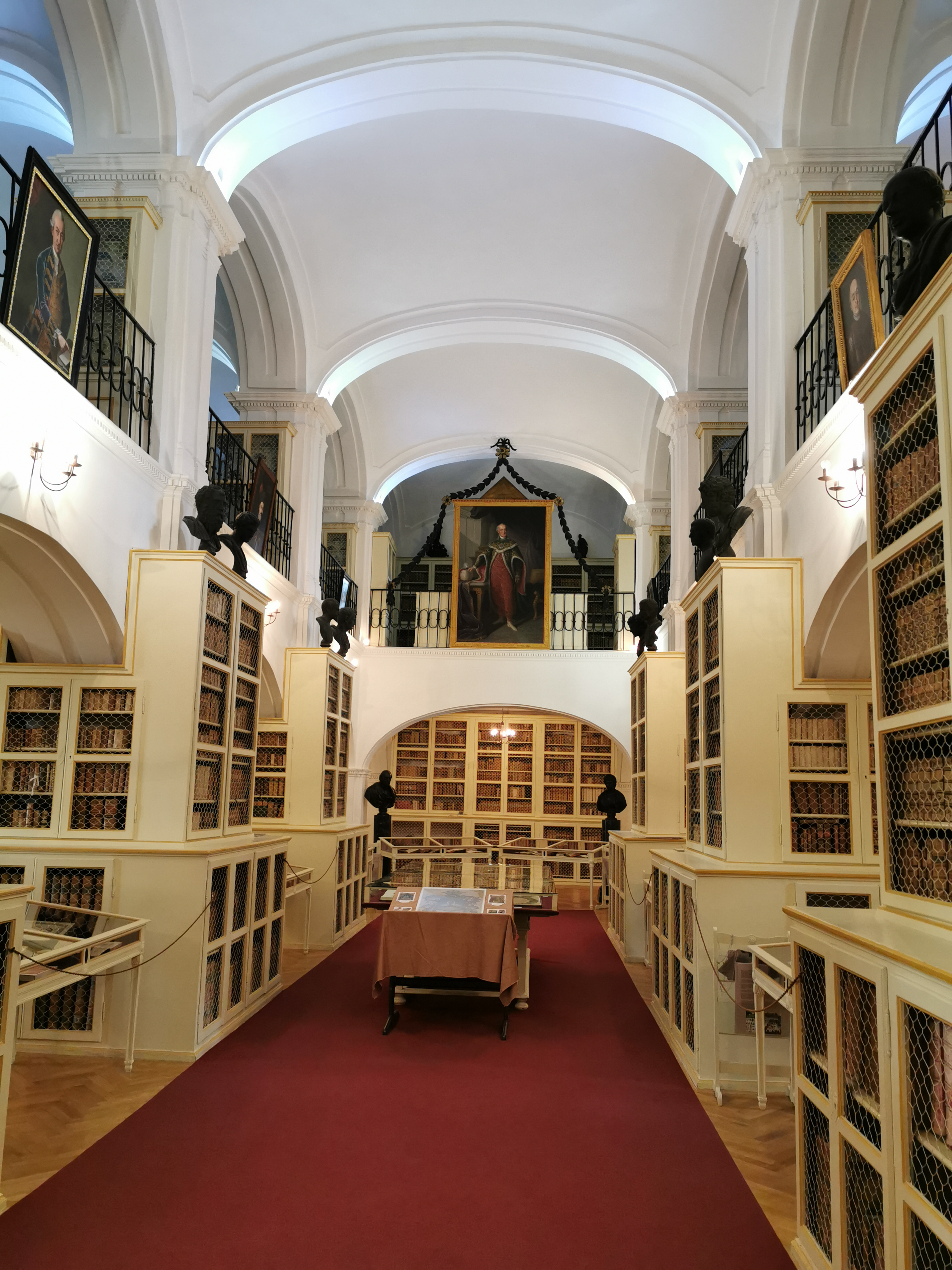
Sala mare a bibliotecii cu portretul lui Sámuel Teleki în galerie
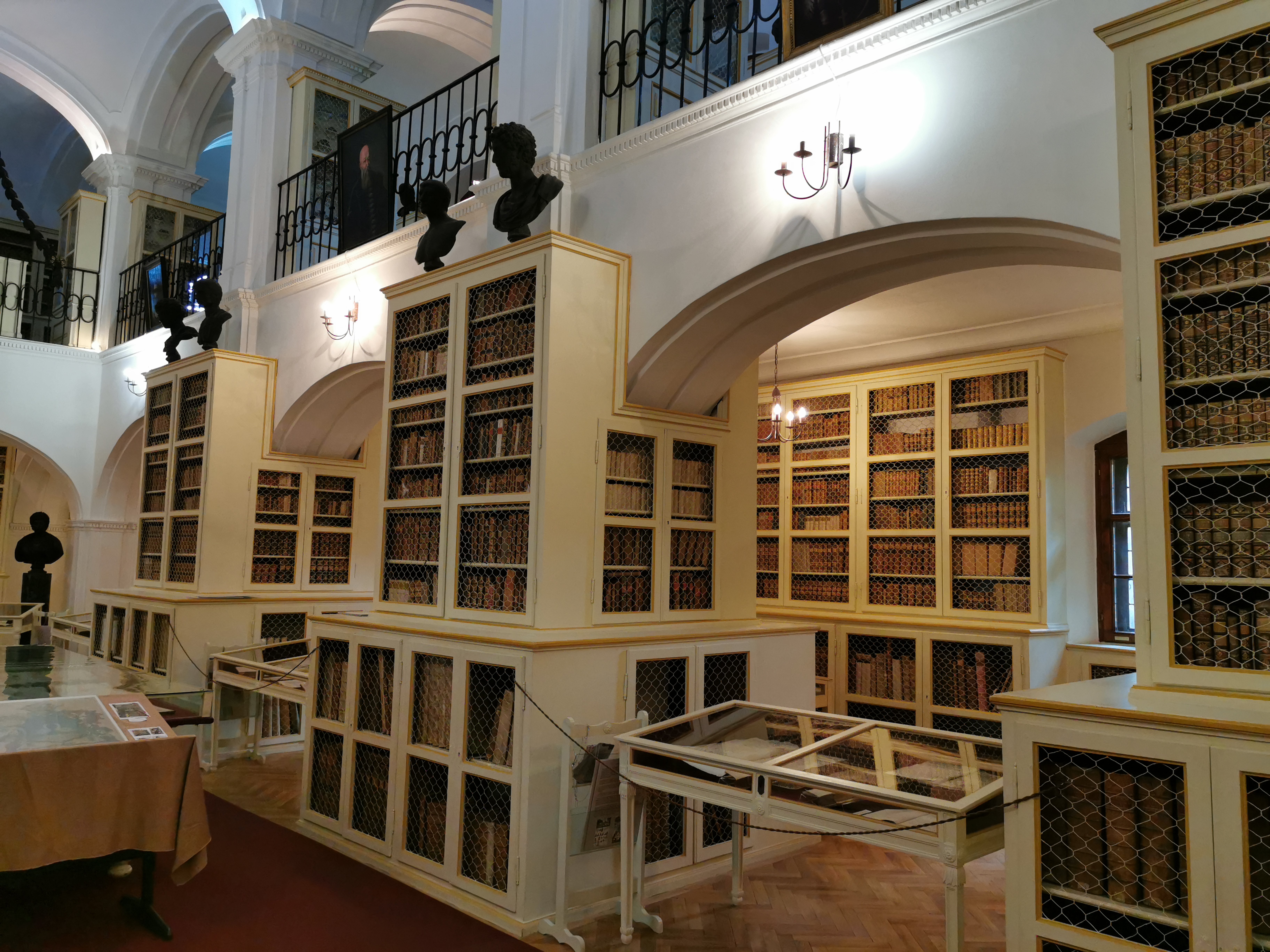
Sala mare a bibliotecii străjuită de busturile unor eroi și cărturari din antichitate
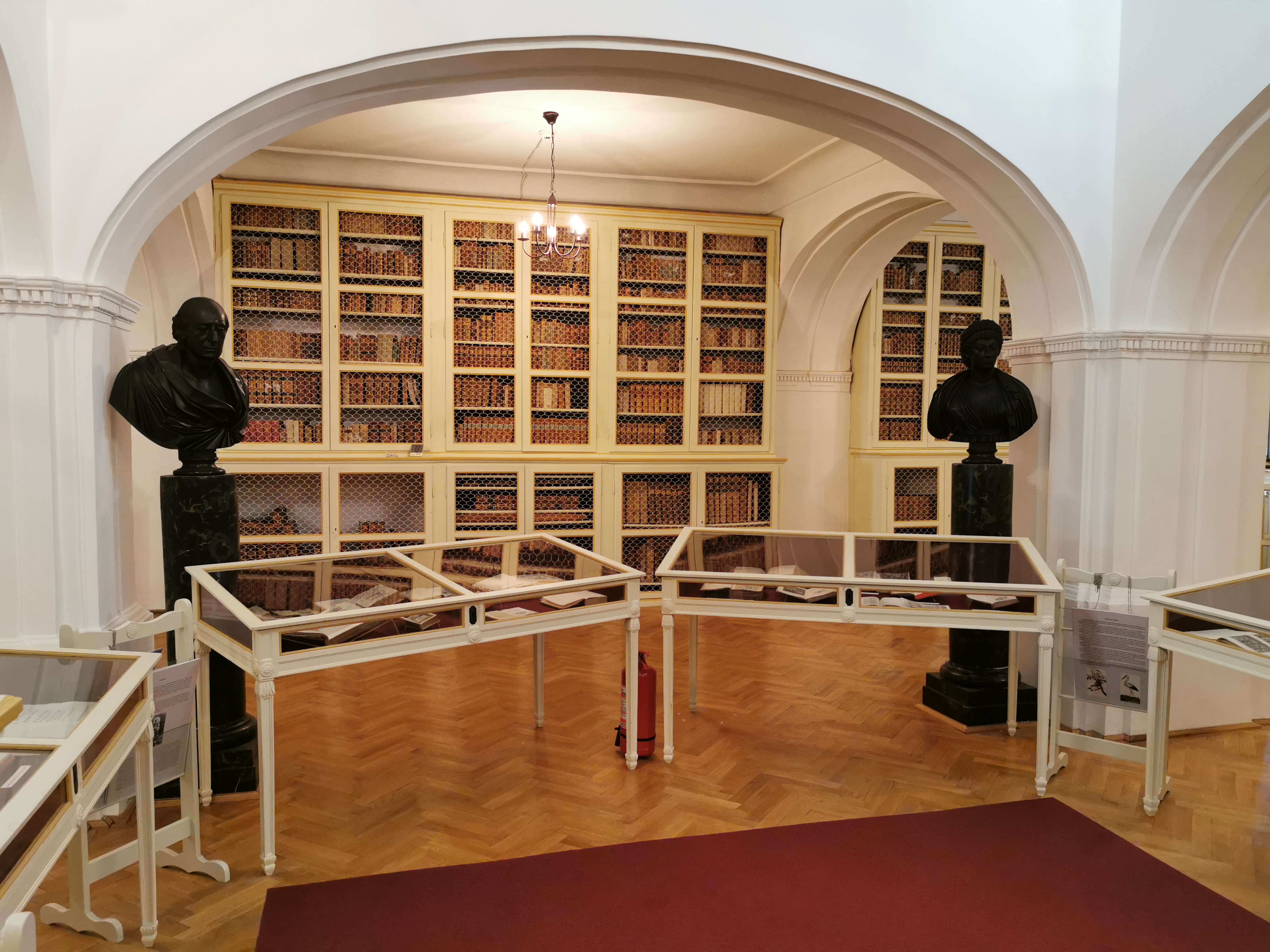
Sala mare a bibliotecii, bilateral cu busturile lui Sámuel Teleki și Zsuzsánna Bethlen